# 蔦将包
蔦 将包（つた まさかね）は、日本の作曲家・編曲家。日本作曲家協会会員。実父は作曲家の船村徹。

## 概要
作曲家として天草二郎、岩本公水、瀬口侑希、鳥羽一郎、走裕介、氷川きよしなどの楽曲を手掛ける。編曲家として北島三郎、鳥羽、森若里子、大沢桃子、氷川などを手掛けた。編曲は、父・船村が作曲した作品を担当することが多い。 